# Đurovića špilja
Đurovića špilja je jedinstvena krška špilja koja se nalazi ispod stajne staze dubrovačke zračne luke u mjestu Čilipi. Prema nekim procjenama starost špilje je oko 5000 godina.[provjeriti]

## Opis
Špilja je iznimno lijepa s velikim brojem stalaktita i stalagmita. Volumen špilje iznosi oko 9000 m3. Špiljski je kanal dugačak 156 m, a spušta se do dubine od 25 metara s obzirom na zaravnjeni teren zračne luke. Visina stropa dviju većih dvorana špilje u rasponu je od 10 do 25 metara.
Okoliš Đurovića špilje složenog je geološkog sastava i građe. Špilja se nalazi u području kontakta breče, vapnenastih i dolomitnih naslaga iz vremena na prijelazu iz gornje krede u paleogen. Vapnenačke naslage su ispresijecane pukotinama kojima površinske vode odlaze u podzemlje te polagano od otopljenih minerala stvaraju špiljske ukrase.

## Povijest
Arheološki ostaci (razne kosti i keramičke zdjele) koji su pronađeni u Đurovića špilji tijekom istraživanja, datiraju iz brončanog i željeznog doba. Špiljom su se ponajviše koristili mještani koji su se u njoj opskrbljivali vodom i skrivali za vrijeme ratnih opasnosti i to do 1963. godine kada je zbog izgradnje dubrovačke zračne luke prirodni, vertikalni ulaz zatvoren. Tada su, za neku buduću namjenu, ipak izgradili 37 m dugačak pristupni betonski tunel s ulazom u samoj blizini kontrolnog tornja.
Tek 2001. godine speleolozi Hrvatskog planinarskog društva Mosor iz Splita ponovno ulaze u špilju i snimaju njeno stanje. Nakon sedmogodišnjeg uređenja, špilja se za javnost otvara 2009. godine te vrlo brzo postaje turistička atrakcija.